# Jüdischer Friedhof (Siegen, Lindenberg)

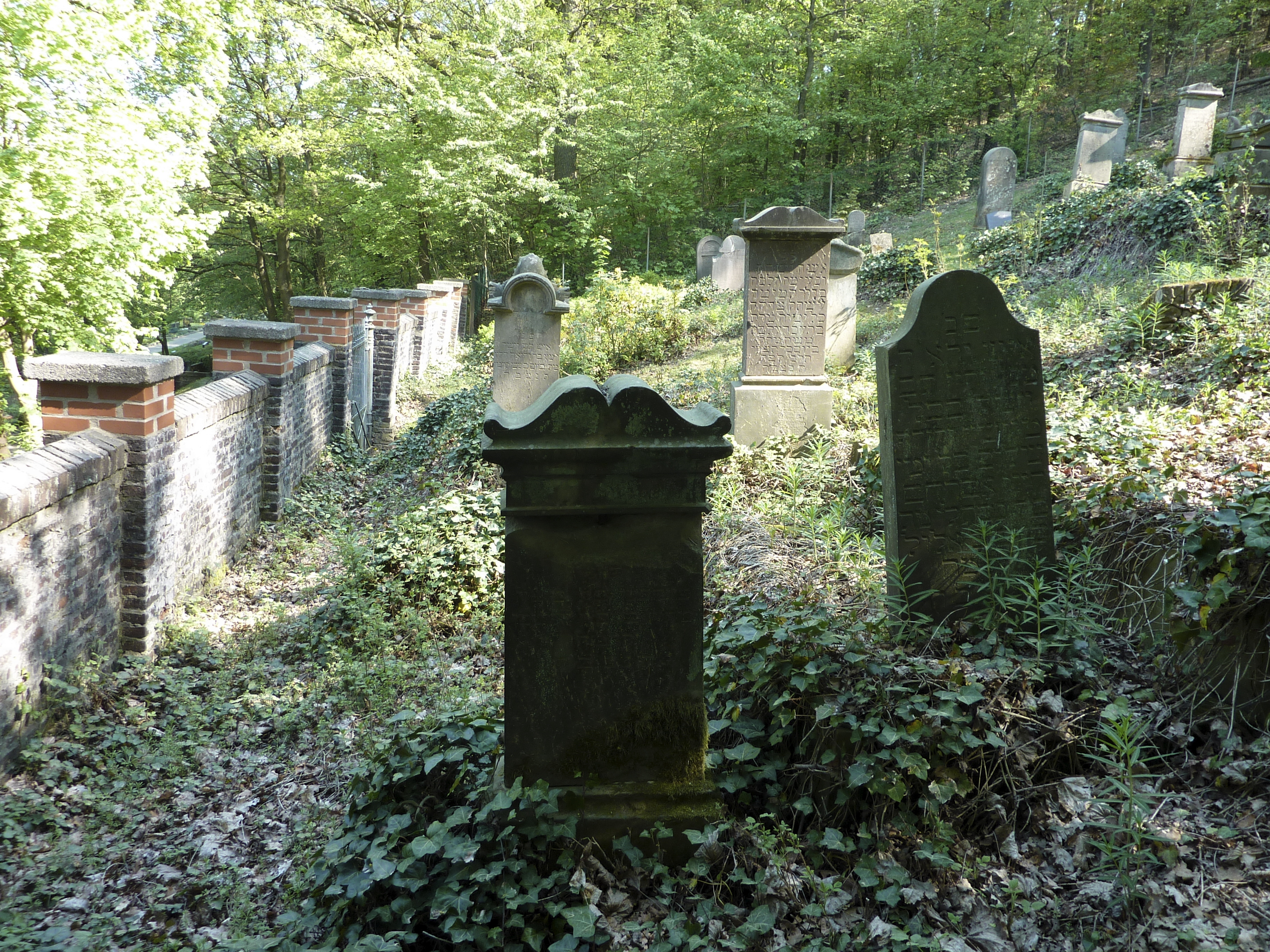
Der jüdische Friedhof in Siegen, Lindenberg

Der Jüdische Friedhof Siegen, Lindenberg befindet sich in der Stadt Siegen im Kreis Siegen-Wittgenstein in Nordrhein-Westfalen. Als jüdischer Friedhof ist er ein Baudenkmal und in der Denkmalliste eingetragen.
Auf dem Friedhof Frankfurter Straße 115 als Teil des kommunalen Lindenbergfriedhofs sind ca. 45 Grabsteine erhalten. 

## Geschichte
Der Friedhof wurde von 1871 bis 1921 belegt. Im Jahr 1887 wurde er erweitert.